# Dermocystidium
Dermocystidium es un género de parásitos eucariotas causantes de la dermocystidiosis.

## Historia taxonómica
El género Dermocystidium se describió en 1907. Anteriormente se pensaba que era un género de parásitos fúngicos, relacionados con Thraustochytrida y Labyrinthulida (ambos grupos ahora se consideran stramenopiles en lugar de hongos). Otros biólogos lo consideraron un protista esporozoario.
Posteriormente se identificó como uno de un grupo de parásitos de peces (el «clado DRIP») de afiliación inicialmente incierta, que luego se identificaron como opistocontos no animales, no fúngicos, y se cambió su nombre por Ichthyosporea, y después de la expansión como Mesomycetozoa. Se ha encontrado que los parásitos de crustáceos (Dermocystidium daphniae) y moluscos (Dermocystidium marimum) colocados en este género son stramenopiles y reclasificados como Lymphocystidium daphniae y Perkinsus marinus, respectivamente.
El parásito de rana Dermocystidium ranae ha sido segregado recientemente como Amphibiocystidium ranae.

## Especies
- Dermocystidium anguillae — Parásito branquial de la anguila.
- Dermocystidium branchialis[4] — Parásito branquial del salmón.
- Dermocystidium cochliopodii[4]
- Dermocystidium cyprini[4] — Parásito branquial de la carpa.[5]
- Dermocystidium erschowii — Un parásito de la piel de la carpa.
- Dermocystidium fennicum — Un parásito de la piel de la perca.[6]
- Dermocystidium gasterostei[4] — Un parásito del espinoso.[7]
- Dermocystidium granulosum[4]
- Dermocystidium guyenotii[4]
- Dermocystidium koi[4] — Un parásito de la piel de carpa
- Dermocystidium kwangtungensis[8]
- Dermocystidium macrophagi
- Dermocystidium nemachili[4]
- Dermocystidium percae[4] — Un parásito de la piel de la perca.[6]
- Dermocystidium pusula[4]
- Dermocystidium salmonis[4] — Un parásito branquial del  salmón.
- Dermocystidium sinensis[8]
- Dermocystidium vejdovskyi[4] — Un parásito de lucio.